# 25834 Vechinski
25834 Vechinski (tên chỉ định: 2000 EN19) là một tiểu hành tinh vành đai chính. Nó được phát hiện bởi dự án Nghiên cứu tiểu hành tinh gần Trái Đất Lincoln ở Socorro, New Mexico, ngày 5 tháng 3 năm 2000. Nó được đặt theo tên Ashley Kate Vechinski, an American high school student whose computer science team project won second place ở the 2009 Giải thưởng Khoa học và Kỹ thuật Intel.